# Щитівки
Щитівки (Diaspididae) — родина комах ряду напівтвердокрилі (раніше щитівок відносили до ряду Рівнокрилі). У родині понад 2400 видів у 400 родах.

## Опис
Тіло вкрите щільним щитком, який складається з однієї або двох личиночних шкурок і секреторної частини. Щиток легко відділяється від тіла комахи. Як і у всіх червеців, самиця виробляє захисне воскове покриття, під якими вона живиться на рослині-господарі.
Важливий внесок у боротьбу із шкідливим видами червеців зробив український ентомолог М.А. Теленга.